# Опалесценция
Опалесце́нция (опал + лат. escentia «слабое действие, свечение») — физическое явление рассеяния света мутной средой, обусловленное её оптической неоднородностью; наблюдается, например, при освещении большинства коллоидных растворов, а также у веществ в критическом состоянии (критическая опалесценция).

## Описание
Критическая опалесце́нция — оптическое явление резкого усиления рассеяния света чистыми жидкостями и газами при достижении критической точки, а также растворами в критических точках смешения. Причиной является резкое возрастание сжимаемости вещества, сопровождаемое усилением флуктуаций плотности (в том числе микрочастиц в растворах), на которых и происходит рассеяние света.
1. В коллоидной химии, в физике под опалесценцией понимают только рэлеевское рассеяние света в мутной среде; этим же обусловлена игра света в толще любого светлого опала.
2. В геммологии под опалесценцией обычно подразумевают иризацию (связанную с интерференцией света), которая наблюдается в «благородных» опалах, лабрадорите и других минералах, а также в перламутре и жемчуге.
3. В винодельческой и пивной промышленности опалесценция — показатель прозрачности, характеризующийся содержанием взвешенных, пылевидных частиц, просматриваемых на свету или световом экране[3].

## Галерея

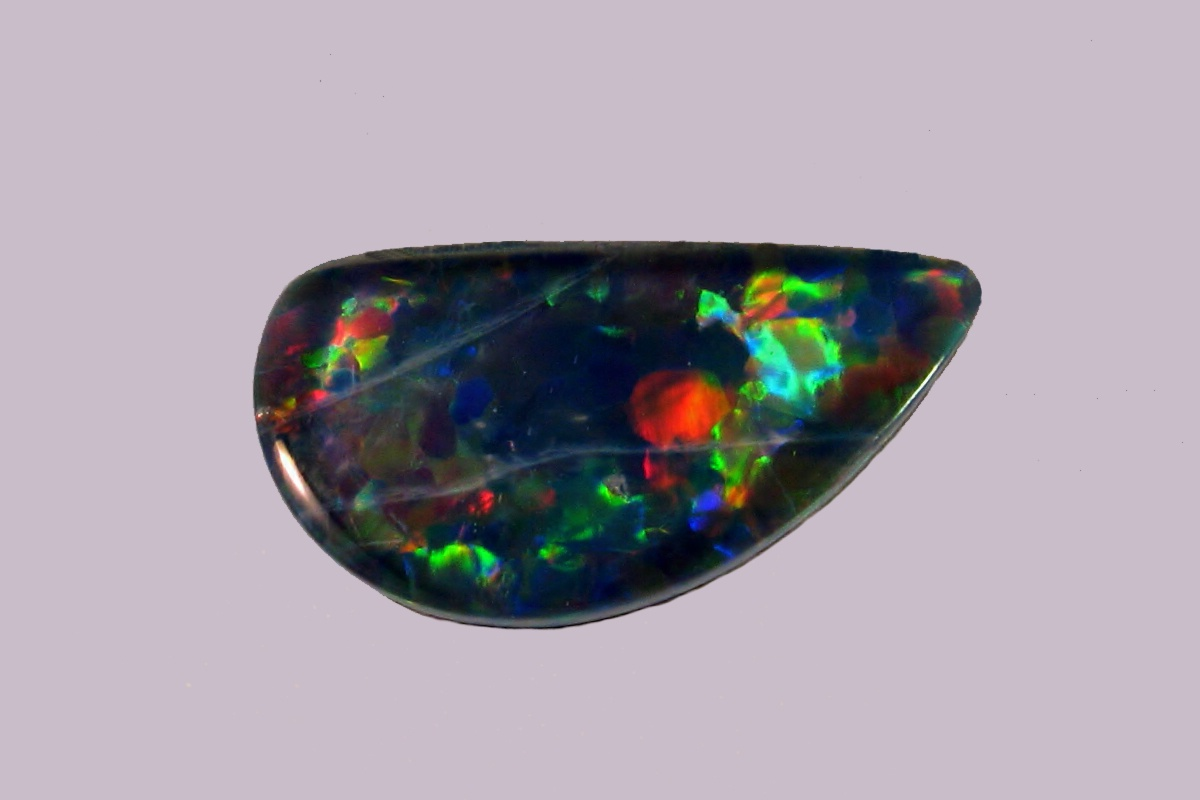
опалесценция чёрного опала
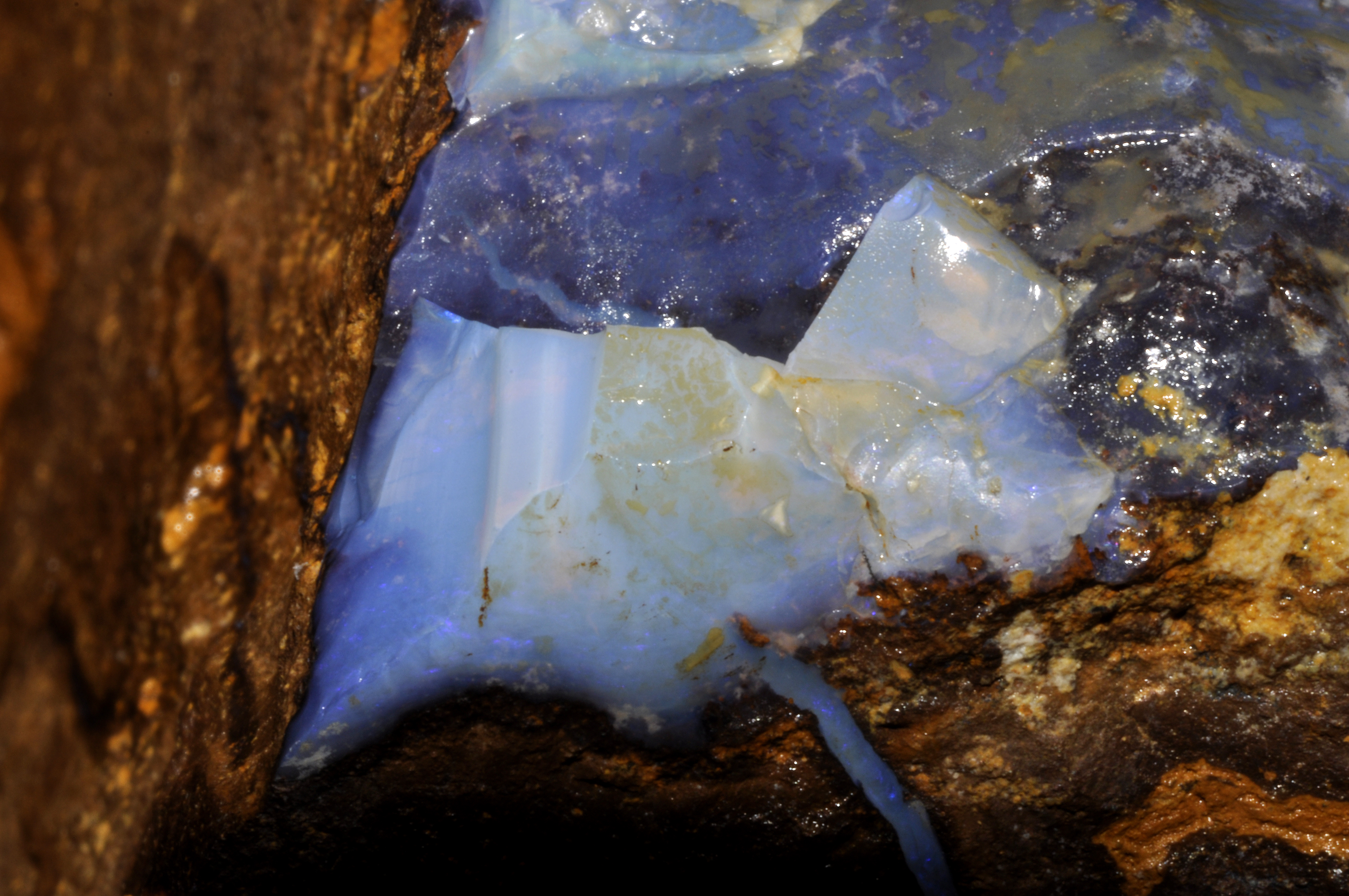
рэлеевское рассеяние в белом опале
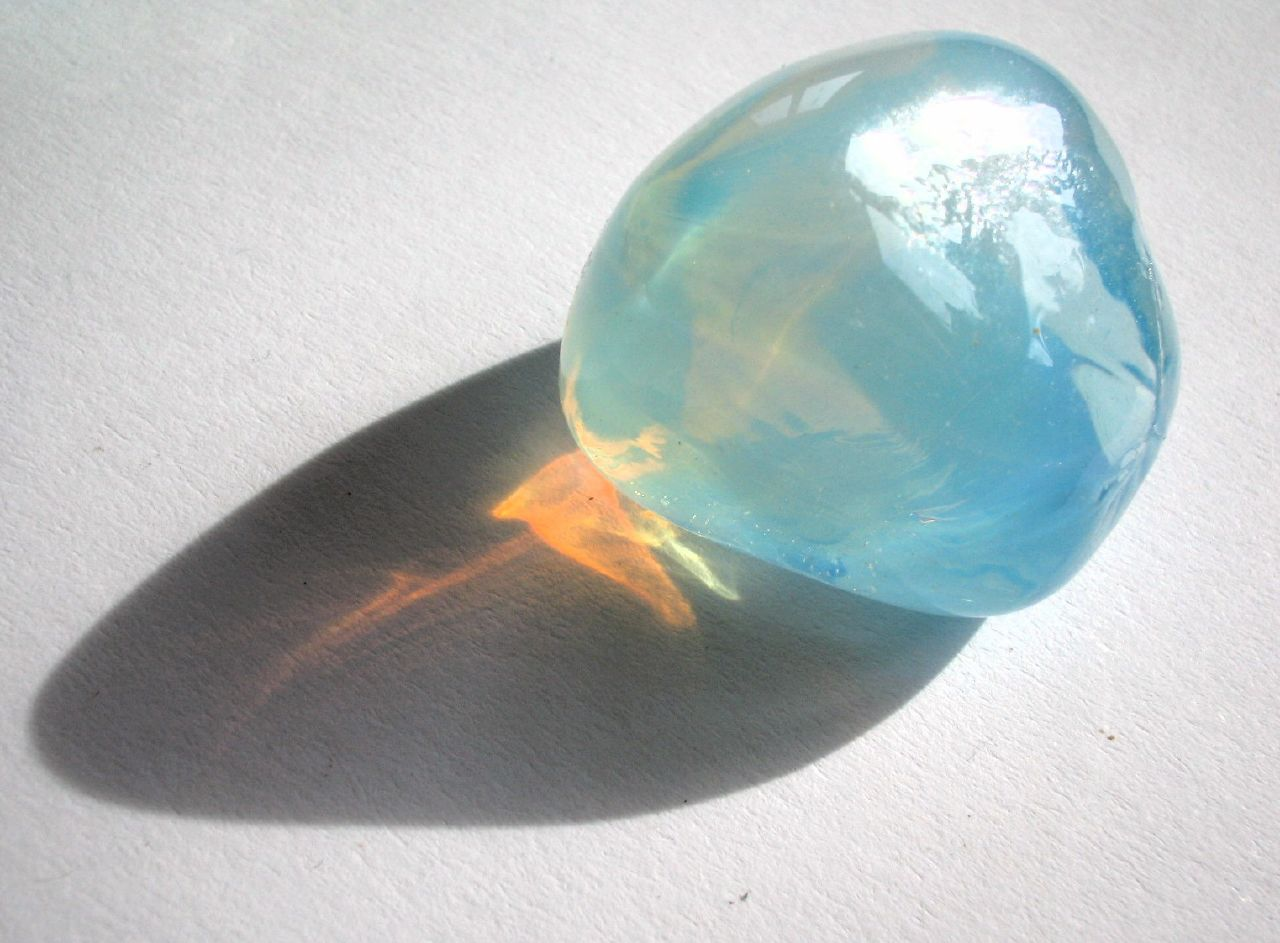
рэлеевское рассеяние в опалесцирующем стекле: оно оранжеватое на просвет, и голубоватое при взгляде с других направлений. То же и в разбавленном молоке, белом дыме, и т.п.